# Umberto Maglioli
Umberto Maglioli (1928. június 5. – 1999. február 7.) olasz autóversenyző.

## Pályafutása
Elsősorban sportkocsiversenyeken indult, de időnként a Formula–1-ben is szerepelt. Az 1950-es évek közepén a Ferrari színeiben versenyzett, 1956-ban három futamot pedig a Maserati csapatban teljesített. Pályafutását többször is lábsérülések szakították félbe. 1959-ben megnyerte a sebringi tizenkét órás autóversenyt. Ezt a győzelmét, öt évvel később megismételte. 1968-ban egy Porsche volánja mögött a Targa Florión is diadalmaskodott.

## Eredményei

### Teljes Formula–1-es eredménysorozata
(Táblázat értelmezése)

(Félkövér: pole-pozícióból indult; dőlt: leggyorsabb kört futott) 

| Év   | Csapat                    | Modell           | Motor               | 1       | 2   | 3   | 4   | 5   | 6      | 7      | 8        | 9     | Helyezés | Pont |
| ---- | ------------------------- | ---------------- | ------------------- | ------- | --- | --- | --- | --- | ------ | ------ | -------- | ----- | -------- | ---- |
| 1953 | Scuderia Ferrari          | Ferrari 553      | Ferrari Straight-4  | ARG     | 500 | NED | BEL | FRA | GBR    | GER    | SUI      | ITA 8 | -        | 0    |
| 1954 | Scuderia Ferrari          | Ferrari 625      | Ferrari Straight-4  | ARG 9   | 500 | BEL | FRA | GBR | GER    |        | ITA 3 *  | ESP   | 18.      | 2    |
| 1954 | Scuderia Ferrari          | Ferrari 553      | Ferrari Straight-4  |         |     |     |     |     |        | SUI 7  |          |       | 18.      | 2    |
| 1955 | Scuderia Ferrari          | Ferrari 625      | Ferrari Straight-4  | ARG 3 † | MON | 500 | BEL | NED | GBR    |        |          |       | 21.      | 1.33 |
| 1955 | Scuderia Ferrari          | Ferrari 555      | Ferrari Straight-4  |         |     |     |     |     |        | ITA 6  |          |       | 21.      | 1.33 |
| 1956 | Scuderia Guastalla        | Maserati 250F    | Maserati Straight-6 | ARG     | MON | 500 | BEL | FRA | GBR Ki |        |          |       | -        | 0    |
| 1956 | Officine Alfieri Maserati | Maserati 250F    | Maserati Straight-6 |         |     |     |     |     |        | GER Ki | ITA Ki ‡ |       | -        | 0    |
| 1957 | Dr Ing F Porsche KG       | Porsche 550RS F2 | Porsche Flat-4      | ARG     | MON | 500 | FRA | GBR | GER Ki | PES    | ITA      |       | -        | 0    |

* A helyezést José Froilán Gonzálezel közösen kapta.
† A helyezést Giuseppe Farinával és Maurice Trintignantal közösen kapta.
‡ A helyezést Jean Behrával közösen kapta.

## Fordítás
- Ez a szócikk részben vagy egészben  az   Umberto Maglioli című angol Wikipédia-szócikk fordításán alapul.  Az eredeti cikk szerkesztőit annak laptörténete sorolja fel. Ez a jelzés csupán a megfogalmazás eredetét és a szerzői jogokat jelzi, nem szolgál a cikkben szereplő információk forrásmegjelöléseként.

## Külső hivatkozások
- Profilja a grandprix.com honlapon (angolul)
- Profilja a statsf1.com honlapon (angolul)